# Rin Usami
Rin Usami (宇佐見 りん) (Numazu, 16 de maio de 1999) é uma romancista japonesa, vencedora do 56° Prêmio Bungei com a obra Kaka (かか) e do 164° Prêmio Akutagawa com a obra Oshi, Moya (推し、燃ゆ).

## Carreira
Em 2019, Rin ganhou o Prêmio Bungei com a versão em revista de sua primeira obra Kaka (かか), simultaneamente com Haruka Tono. Em 2020, ganhou o Prêmio Mishima Yukio pelo mesmo trabalho. Kaka também foi nomeado ao 44º Prêmio Noma Literary New Face, mas não ganhou.
Em 2021, a escritora recebeu o 164º Prêmio Akutagawa com a obra Oshi, Moya (推し、燃ゆ).
Ela afirma que um de seus escritores favoritos é Kenji Nakagami.

## Vida pessoal
Rin nasceu na cidade de Numazu, província de Shizuoka. Ela cresceu na província de Kanagawa.

## Obras
- Kaka (かか) (novembro de 2019, Kawade Shobo Shinsha, ISBN 978-4-309-02845-3) - Ilustração: Little Thunder[7]
  - Kaká (かか) (Bungei, edição de inverno de 2019)
- Oshi, Moya (推し、燃ゆ (setembro de 2020, Kawade Shobo Shinsha, ISBN 978-4-309-02916-0) - Ilustração: Daisukerichard[8]
  - Oshi, Moya (推し、燃ゆ) (Bungei, edição de outono de 2020)

## Prêmios
- 164° Prêmio Akutagawa (2021)
- 56° Prêmio Bungei (2019)